# تشاه رضا فرهمند (اسفندار)
تشاه رضا فرهمند (بالإنجليزية: Chah-e Reza Farahmand)‏ هي منطقة سكنية تقع في إيران في يزد.